# Boris Ivanovič Jurcev
Boris Ivanovič Jurcev (Mosca, 18 luglio 1900 – Mosca, 12 aprile 1954) è stato un regista cinematografico sovietico.

## Filmografia (parziale)

### Regista
- Ljubov' Alёny (1934)[1][2]
- Mjač i serdce (1935)